# Divisione Nazionale B 1938
La Divisione Nazionale B 1938 è stata la ?ª edizione della seconda divisione del campionato italiano maschile di pallanuoto. Le squadre partecipanti furono suddivise in tre gironi. La prima classificata di ogni girone guadagnò l'accesso al girone finale.

## Fase a gironi

### Gironi
| Girone A                                                 | Girone B                                                         | Girone C                                                                |
| -------------------------------------------------------- | ---------------------------------------------------------------- | ----------------------------------------------------------------------- |
| - Andrea Doria - Pro Recco - GUF Imperia - Sturla Quarto | - GUF Milano - Triestina - Virtus Bologna Sportiva - GUF Firenze | - U.S. Italia, Palermo - Canottieri Napoli - Dopolavoro Banco di Napoli |

### Girone A
|  |     | Girone A 1938 | Pt   | G | V | N | P | GF | GS | DR |
|  | --- | ------------- | ---- | - | - | - | - | -- | -- | -- |
|  | 1.  | GUF Imperia   | 5    | 4 | 2 | 1 | 1 | _  | _  | _  |
|  | 2.  | Andrea Doria  | 4    | 4 | 1 | 2 | 1 | _  | _  | _  |
|  | 3.  | Recco         | 3    | 4 | 0 | 3 | 1 | _  | _  | _  |
|  | --. | Sturla Quarto | rit. | _ | _ | _ | _ | _  | _  | _  |

Verdetti
- GUF Imperia qualificato alla Finale.
- Sturla ritirato ed escluso dal campionato.

Calendario
- 3 luglio 1938:
  - Doria-Sturla 1-0 (annullata in seguito al ritiro dello Sturia).
  - Pro Recco-Imperia 1-1.
- 10 luglio 1938:
  - Pro Recco-Doria (rinviata).
  - Imperia-Sturla (annullata).
- 17 luglio 1938:
  - Doria-Imperia 3-1 (?).
  - Sturla-Pro Recco (annullata).
- 7 agosto:
  - Sturla-Doria (annullata).
  - Imperia-Pro Recco (rinviata).
- 14 agosto:
  - Doria-Pro Recco (rinviata).
  - Sturla-Imperia (annullata).
- 21 agosto:
  - Imperia-Doria (rinviata).
  - Pro Recco-Sturla (annullata).

In seguito al ritiro del Sturia, la F.I.N. annullò i risultati dello Sturia e ha fissato la data delle partite rimanenti da recuperare.
- 21 agosto: Pro Recco-Doria 1-1.
- 27 agosto: GUF Imperia-Pro Recco.
- 28 agosto: Doria-Pro Recco 0-0.
- 4 settembre: GUF Imperia-Doria.

Tuttavia Doria-Pro Recco 0-0 risulta essersi disputata il 27 agosto.

### Girone B
|  |    | Girone B 1938 | Pt | G | V | N | P | GF | GS | DR |
|  | -- | ------------- | -- | - | - | - | - | -- | -- | -- |
|  | 1. | Triestina     | _  | 6 | _ | _ | _ | _  | _  | _  |
|  | 2. |               | _  | 6 | _ | _ | _ | _  | _  | _  |
|  | 3. |               | _  | 6 | _ | _ | _ | _  | _  | _  |
|  | 4. |               | _  | 6 | _ | _ | _ | _  | _  | _  |

Verdetti
- Triestina qualificato alla Finale.

Calendario
- 3 luglio 1938:
  - GUF Milano-Bologna.
  - Triestina-GUF Firenze (rinviata).
- 10 luglio 1938:
  - Bologna-GUF Firenze.
  - Triestina-GUF Milano.
- 17 luglio 1938:
  - GUF Firenze-GUF Milano.
  - Bologna-Triestina.
- 7 agosto 1938:
  - Bologna-GUF Milano.
  - GUF Firenze-Triestina (rinviata).
- 14 agosto 1938:
  - GUF Firenze-Bologna.
  - GUF Milano-Triestina.
- 21 agosto 1938:
  - GUF Milano-GUF Firenze.
  - Triestina-Bologna.

Ad agosto la FIN ha fissato le date delle partite rimanenti da disputare:
- 21 agosto: GUF Firenze-Triestina 1-5.
- 28 agosto: Triestina-GUF Firenze.

### Girone C
|  |    | Girone C 1938     | Pt | G | V | N | P | GF | GS | DR |
|  | -- | ----------------- | -- | - | - | - | - | -- | -- | -- |
|  | 1. | Canottieri Napoli | _  | 4 | _ | _ | _ | _  | _  | _  |
|  | 2. |                   | _  | 4 | _ | _ | _ | _  | _  | _  |
|  | 3. |                   | _  | 4 | _ | _ | _ | _  | _  | _  |

Verdetti
- Canottieri Napoli qualificato alla Finale.

Calendario
- 3 luglio 1938: US Italia-Canottieri 1-4.
- 10 luglio 1938: Banco NA-US Italia.
- 17 luglio 1938: Canottieri-Banco NA (rinviata).
- 7 agosto 1938: Canottieri-US Italia (rinviata).
- 14 agosto 1938: US Italia-Banco NA (rinviata).
- 21 agosto 1938: Banco NA-Canottieri (rinviata).

Ad agosto la FIN ha fissato le date delle partite rimanenti da disputare:
- 21 agosto: Canottieri-Banco NA 1-0.
- 28 agosto: Canottieri-US Italia.
- 4 settembre: US Italia-Banco NA.
- 6 settembre: Banco NA-Canottieri.

Tuttavia US Italia-Banco NA 0-6 risulta disputata il 28 agosto e Canottieri-US Italia 10-0 risulta disputata il 6 settembre.

## Finali
Alle finali si qualificarono GUF Imperia, Triestina e Canottieri Napoli e si disputarono in campo neutro a Bologna l'11 e il 12 settembre.
- Canottieri-Triestina 2-0 tav.
- GUF Imperia-Triestina 3-0.
- GUF Imperia-Canottieri 2-2.

A questo punto la classifica avrebbe dovuto essere la seguente:
|  |    | Girone finale 1938 | Pt | G | V | N | P | GF | GS | QR    |
|  | -- | ------------------ | -- | - | - | - | - | -- | -- | ----- |
|  | 1. | GUF Imperia        | 3  | 2 | 1 | 1 | 0 | 5  | 2  | 2.500 |
|  | 2. | Canottieri Napoli  | 3  | 2 | 1 | 1 | 0 | 4  | 2  | 2.000 |
|  | 3. | Triestina          | 0  | 2 | 0 | 0 | 2 | 0  | 5  | 0.000 |

Il GUF Imperia fu quindi proclamato Campione dalla FIN per miglior quoziente reti rispetto ai partenopei. Tuttavia la Canottieri sporse reclamo perché, a suo dire, a falsare la regolarità del torneo è stata la mancata disputa da parte della Triestina della partita contro la Canottieri, che impedì ai partenopei di segnare in quella partita più delle due reti assegnate a tavolino, mentre il GUF Imperia, segnandone tre alla Triestina, sopravanzò i partenopei per il quoziente reti. La FIN accolse il reclamo ed escluse la Triestina dal campionato, annullando tutti i suoi risultati. La classifica fu così modificata:
|  |     | Girone finale 1938 | Pt   | G | V | N | P | GF | GS | QR    |
|  | --- | ------------------ | ---- | - | - | - | - | -- | -- | ----- |
|  | 1.  | GUF Imperia        | 1    | 1 | 0 | 1 | 0 | 2  | 2  | 1.000 |
|  | 1.  | Canottieri Napoli  | 1    | 1 | 0 | 1 | 0 | 2  | 2  | 1.000 |
|  | --. | Triestina          | esc. | - | - | - | - | -  | -  | -     |

Fu quindi necessaria una nuova partita di spareggio, disputata il 18 settembre.
- 18 settembre: GUF Imperia-Canottieri 4-0.

La partita fu vinta dal GUF Imperia che così vinse il Campionato.

## Verdetti
- GUF Imperia promossa in Divisione Nazionale A